# Авиатика-МАИ-890
Авиатика-МАИ-890 — российский лёгкий многоцелевой биплан, разработанный в Отраслевом студенческом конструкторском бюро экспериментального самолётостроения (ОСКБЭС) МАИ.

## История
Разработка самолёта началась в 1987 году. Первый полёт состоялся в 1989 году. В том же году начались поставки серийных самолётов заказчикам. Может оборудоваться различными двигателями, имеет несколько модификаций.

## Описание
Планер самолёта состоит из фюзеляжа, бипланной коробки и оперения. Шасси — трехопорное. Система управления — механическая, обратимая.

## Лётно-технические характеристики
1. Максимальная скорость: 115 км/ч;
2. Крейсерская скорость: 90…100 км/ч;
3. Продолжительность полета 2 ч 35 мин;
4. Практический потолок: 3500 м;
5. Экипаж: 1 человек;
6. Длина: 5,32 м;
7. Два топливных бака ёмкостью по 25 л каждый.

## Аварии и катастрофы
По данным на 25 марта 2021 года было потеряно 9 самолётов типа Авиатика-890 различных модификаций. При этом погибли 5 человек
- 19 мая 2005 года потерпел катастрофу в районе села Большое Седельниково Свердловской области. Погиб пилотировавший самолёт лётчик-испытатель ЛИБ НТИИМ Сергей Аликович Олишевский[3]
- 22 мая 2012 года потерпел катастрофу у села Георгиевка Пономаревского района Оренбургской области, пилот погиб[4]
- 31 мая 2012 года потерпел катастрофу в районе деревни Стреличево Хойникского района Гомельской области, пилот погиб[5]